# La mujer desnuda (novela)
La mujer desnuda es la primera novela de la escritora uruguaya Armonía Somers, publicada por primera vez en 1950 en la revista Clima. La obra posee elementos de la estética del surrealismo y su trama sigue la historia de una mujer llamada Rebeca Linke que se decapita a sí misma y empieza a caminar desnuda por un pequeño poblado, en el que despierta la lujuria intensa de sus habitantes. Entre las temáticas de la obra, que fue inspirada por un sueño, se encuentra la sexualidad, el erotismo, la crítica al fundamentalismo moral y la búsqueda de la identidad.
Debido a su abordaje del erotismo y a la caracterización de su protagonista, la obra produjo escándalo al momento de su publicación. Fue además la primera obra de la literatura uruguaya en incluir una representación de homosexualidad femenina.

## Argumento
El día de su cumpleaños número treinta, Rebeca Linke deja su hogar y se marcha en tren rumbo al campo. Al llegar a una cabaña decide cortarse a sí misma la cabeza, pero antes de desangrarse se la vuelve a colocar en su lugar, lo que le permite renacer como una mujer libre. Luego decide internarse desnuda en un bosque y posteriormente deambular en un pueblo lleno de prejuicios, donde su presencia seduce a los hombres y le acarrea el desprecio de las mujeres. La lujuria que despierta en todos resulta tan intensa, que pronto los lleva a perder el control sobre sus actos y sumirse en el caos.

## Publicación
La mujer desnuda fue la primera obra publicada por la autora y la primera en que utilizó el seudónimo de Armonía Somers, que empleó para proteger su carrera como docente. La novela apareció en 1950 en el número 2-3 de la revista Clima, publicación de reducida circulación, sin proporcionar detalles de la autora más allá del seudónimo. Debido a su temática, la obra provocó polémica en el Montevideo de la época, lo que se sumó a las especulaciones sobre el misterio tras la autoría de la obra. El hecho de que la novela abordara la sexualidad y el deseo de forma directa llevó a que varios intelectuales dudaran de que la autora fuera una mujer, y que barajaran la posibilidad de que en realidad hubiese sido escrita por un grupo de autores vanguardistas, o por un hombre homosexual que disfrazaba su deseo detrás de un seudónimo femenino.
Sobre el escándalo que produjo su aparición en la sociedad de la década de 1950, Somers afirmó años más tarde:

Si yo la escribiera ahora, no pasaría nada, se leería como una novelita rosa. En aquel momento se venía el mundo encima. Entonces habrá parecido una ruptura. Hoy ya está todo tan roto que nadie se da cuenta.

Tras ganarse el entusiasmo de los poetas Carlos Brandy y José Carlos Álvarez, Somers publicó una segunda edición de la obra al año siguiente. Sin embargo, esta edición fue comprada casi en su totalidad por la Biblioteca Nacional de Uruguay y luego repartida a otros países, por lo que la obra continuó siendo en general desconocida para el público local. Años después, Somers reescribió varias secciones del texto original, que la editorial Tauro incluyó en una edición publicada en 1967, la primera en alcanzar gran circulación. Esta versión de la novela es considerada la definitiva.

## Recepción
La académica Ana María Rodríguez, en un artículo de la Revista Iberoamericana, se refirió de forma positiva a la obra y la calificó como vanguardista y de «piedra fundacional de la literatura de Somers». Entre los aspectos que destacó se encuentra la búsqueda de la identidad propia y la combinación de aspectos realistas con dimensiones fantásticas e imaginarias. La poeta Gabriela Borrell, por su lado, ubicó a Rebeca Linke entre personajes de la literatura universal como Ana Karenina o Nora Helmer, al afirmar que las tres representan «paradigmas de un momento social», específicamente la «extrañeza rioplatense» en el caso de Linke. El tratamiento erótico de la novela fue elogiado por el escritor y periodista Juan Pablo Bertazza, quien remarcó que lo más logrado del libro era cómo el erotismo nacía del lenguaje mismo empleado por la autora y no de las acciones descritas.
La versión en inglés de la novela, traducida por Kit Maude y publicada en 2018, también fue bien recibida. La reseña de la revista Kirkus Reviews encomió la obra, en particular sus «hermosos» símiles, y la calificó como un «clásico revivido deliciosamente brutal» que «plantea preguntas aún relevantes hoy en día». El carácter atemporal de la historia también fue destacado por la revista Publishers Weekly, que adicionalmente se refirió a ella como «una experiencia surrealista y apasionante». La escritora y crítica Lily Meyer, en un artículo escrito para la NPR, alabó en gran medida la novela y comparó su surrealismo con una pintura de Salvador Dalí. Meyer resaltó además el feminismo de la trama y el lenguaje «libre y fantástico» de Somers.
Sobre los cambios introducidos por Somers en la edición de 1967, la académica Graciela Franco afirmó que la versión definitiva era «muy superior a la del 50» y que «las diferencias son realmente importantes». De acuerdo a Franco, entre los cambios más importantes, la versión de 1967 reduce el papel del amante y aumenta el misterio alrededor de la protagonista, además de presentarla «triunfante».